# 長尾警察署
長尾警察署（ながおけいさつしょ）は、かつて存在した香川県警察が管轄する警察署の一つ。
2003年に志度警察署へ統合された。2003年4月1日には旧庁舎跡地に長尾交番が設置された。

## 所在地
- 香川県さぬき市長尾東1062番地

## 管轄区域
- さぬき市（旧長尾町、寒川町、大川町）の一部

## 沿革
- 2002年（平成14年）4月1日：管内の大川郡長尾町と寒川町と大川町が、新設合併してさぬき市となり、管轄市町村数は1市となった。
- 2003年（平成15年）4月1日 - 志度警察署に統合され、志度警察署がさぬき警察署に改称される。長尾警察署はさぬき警察署長尾交番となる。

## 交番
なし

## 駐在所
（ ）の中は所在地
- 多和駐在所（さぬき市多和助光西35番地1）
- 造田駐在所（さぬき市造田是弘519番地10）
- 神前駐在所（さぬき市寒川町神前1705番地7）
- 石田駐在所（さぬき市寒川町石田東甲915番地7）
- 松尾駐在所（さぬき市大川町田面69番地1）
- 富田駐在所（さぬき市大川町富田中2147番地3）